# Municipio de Chapultenango
El municipio de Chapultenango es uno de los 124 municipios que componen el estado mexicano de Chiapas. 

## Ubicación
Se localiza en la zona noroeste del estado, en la región denominada de las Montañas del Norte.
Limita al este con el municipio de Ixhuatán; al noreste con el municipio de Solosuchiapa; al noroeste con el municipio de Pichucalco; al norte con el municipio de Ixtacomitán; al oeste con el municipio de Francisco León, y al sur con los municipios de Ocotepec,  Pantepec y Tapalapa.

## Toponimia
El nombre del municipio proviene del Náhuatl y significa "Lugar fortificado de los Chapulines", en referencia al nombre común de un insecto propio de la zona.

## Historia
El origen del esta localidad es antes de la conquista española, cuando un grupo de zoques se estableció en el territorio actual del municipio. Posteriormente fueron sometidos por los aztecas y después por los españoles. El pueblo colonial de Chapultenango se estableció a finales del siglo XVI. El primer censo se realizó en 1778. En 1837 se denomina cabecera del partido del Noroeste. En 1910 pasa a ser parte del Distrito de Pichucalco. En 1944 se establece oficialmente como municipio de segunda categoría. En el año de 1982 la tercera parte de su territorio quedó inhabilitada por la erupción del volcán Chichonal.

## Geografía
Su clima es cálido - húmedo con lluvias la mayor parte del año y una temperatura promedio anual de 22.5 °C. La vegetación en el municipio es de selva alta por lo que cuenta con gran variedad de especies entre las que destacan Matapalo, chihte, hule, caoba, cedro entre otros. La fauna del municipio tiene gran variedad de especies entre las que se encuentran: Boa, coral, iguana de ribera, tortuga plana y tortuga cocodrilo.

## Demografía
De acuerdo a los resultados del Censo de Población y Vivienda de 2020 realizado por el Instituto Nacional de Estadística y Geografía, la población total de Chapultenango es de 7472 habitantes, lo que representa un crecimiento promedio de 0.19% anual en el período 2010-2020 sobre la base de los 7332 habitantes registrados en el censo anterior. Al año 2020 la densidad del municipio era de 41,19 hab/km².
| Gráfica de evolución demográfica de Municipio de Chapultenango entre 2000 y 2020 |
|                                                                                  |
| Fuente: Instituto Nacional de Estadística Geografía e Informática                |

## Localidades
En el censo de 2020 el municipio de Chapultenango contaba con 32 localidades.
| Código INEGI      | Localidad          | Población (2020) |
| ----------------- | ------------------ | ---------------- |
| 070250001         | Chapultenango      | 3 498            |
| 070250007         | Río Negro          | 560              |
| 070250003         | Guadalupe Victoria | 521              |
| Otras localidades | Otras localidades  | 1 993            |
| Total municipal   | Total municipal    | 7 472            |